# Сютриё
Сютриё (фр. Sutrieu) — коммуна во Франции, находится в регионе Рона — Альпы. Департамент — Эн. Входит в состав кантона Шампань-ан-Вальроме. Округ коммуны — Белле.
Код INSEE коммуны — 01414.

## География
Коммуна расположена приблизительно в 410 км к юго-востоку от Парижа, в 70 км восточнее Лиона, в 45 км к юго-востоку от Бурк-ан-Бреса.

## Климат
Климат полуконтинентальный с холодной зимой и тёплым летом. Дожди бывают нечасто, в основном летом.

## История
Коммуна была образована 31 января 1974 года путём объединения коммун Шарансен, Сютриё и Фитиньё.

## Население
Население коммуны на 2010 год составляло 235 человек.
| 1962 | 1968 | 1975 | 1982 | 1990 | 1999 | 2010 |
| ---- | ---- | ---- | ---- | ---- | ---- | ---- |
| 119  | 253  | 253  | 231  | 209  | 218  | 235  |

## Администрация
| Период | Период | Фамилия      | Партия | Примечания |
| ------ | ------ | ------------ | ------ | ---------- |
| 1974   | 1989   | Эдуар Фор    |        |            |
| 1989   | 2008   | Жерар Жюйе   |        |            |
| 2008   | 2020   | Жерар Перрон |        |            |

## Экономика
В 2010 году среди 134 человек трудоспособного возраста (15—64 лет) 100 были экономически активными, 34 — неактивными (показатель активности — 74,6 %, в 1999 году было 71,4 %). Из 100 активных жителей работали 92 человека (53 мужчины и 39 женщин), безработных было 8 (3 мужчин и 5 женщин). Среди 34 неактивных 10 человек были учениками или студентами, 16 — пенсионерами, 8 были неактивными по другим причинам.